# Ernest Bréant
Pour les articles homonymes, voir Bréant.
Ernest Bréant, né le 25 décembre 1880 à Châteaubriant (Loire-Inférieure) et mort le 10 février 1944 dans la même ville, est un homme politique français.

## Biographie

### Famille
Ernest Alexandre Bréant est le fils de Marie Désirée Salmon Gandonnière (1844-1899) et d'Alphonse Médard Bréant (1851-1915), épicier mercier à Châteaubriant. Ses grands-pères étaient contremaître tanneur et propriétaire. Il a un frère, Alphonse Ernest Joseph Bréant (1879-1918), magistrat, mort pour la France le 10 août 1918 à Compiègne. Le 2 juin 1906, Ernest Bréant épouse Léonie Louise Anne Épardaud (1878-1979), institutrice et juge pour enfants, conseillère municipale de Châteaubriant de 1944 à 1959. Elle fut amie de la pédagogue Marie Souvestre. Ils ont une fille, Madeleine, née en 1907, qui deviendra administratrice à la Ville de Paris.

### Profession
Après des études au lycée Georges-Clemenceau, il devient employé de commerce dans la boutique de son père, puis négociant en mercerie épicerie et grossiste en mercerie.

### Carrière politique
Son père, républicain radical puis radical-socialiste, est président du comité républicain de Châteaubriant, est premier adjoint au maire de la ville.
Ernest Bréant, pour sa part, entre au conseil municipal le 30 novembre 1919 et est élu maire le 10 décembre 1919. Il entame alors une série de mandats qui s'étalent sur 22 ans. Dès les premières années, il s'attelle à de vastes travaux : tout d'abord l'électrification, et les adductions d'eau, dont la ville était jusqu'alors dépourvue, mais aussi la construction d'écoles, d'un hôpital, de bains-douches, ainsi que création d'un musée, l'installation de haras, et l'amélioration de la voirie.
Le 19 juillet 1925, il devient conseiller général du canton de Châteaubriant. Le 29 avril 1928, il est élu député de la Loire-Inférieure, battant au second tour le candidat sortant Charles Ginoux-Defermon par 9 103 voix contre 8 353 dans la circonscription de Châteaubriant.
À l'Assemblée, il est inscrit dans le groupe des républicains de gauche. Il devient secrétaire de la chambre des députés en 1930. Le poste de sous-secrétaire d'État à l'Intérieur lui est confié du 23 décembre 1930 au 27 janvier 1931 dans le gouvernement Théodore Steeg.
Ernest Bréant est réélu député dans la même circonscription le 8 mai 1932, par 9 257 voix contre 8 743 à son adversaire, Gustave Gautherot. Pour cette novelle législature, il ne s'inscrit à aucun groupe. Il est membre de la commission d'enquête sur l'affaire Stavisky en 1934.
Le 26 avril 1936, il est battu au premier tour dans sa circonscription par Emerand Bardoul, par 9 823 voix contre 5 020, et son mandat de député prend fin le 31 mai 1936.
Il n'est plus conseiller général après 1940, et, malade, démissionne de son mandat de maire et de conseiller municipal le 20 septembre 1940.
Il meurt le 10 février 1944 et est inhumé dans le cimetière de Béré.